# Providencia de Guadalupe
Providencia de Guadalupe är en ort i Mexiko.   Den ligger i kommunen San Felipe och delstaten Guanajuato, i den centrala delen av landet, 400 km nordväst om huvudstaden Mexico City. Providencia de Guadalupe ligger 2 197 meter över havet och antalet invånare är 812.
Terrängen runt Providencia de Guadalupe är huvudsakligen platt, men österut är den kuperad. Runt Providencia de Guadalupe är det ganska glesbefolkat, med 31 invånare per kvadratkilometer. Närmaste större samhälle är Ojuelos de Jalisco, 19,8 km väster om Providencia de Guadalupe. Omgivningarna runt Providencia de Guadalupe är i huvudsak ett öppet busklandskap.